# Marina Kupcova
Marina Gennad'evna Kupcova (in russo Марина Геннадьевна Купцова?; Mosca, 22 dicembre 1981) è un'ex altista russa.

## Palmarès

### Mondiali
- 1 medaglia:
  - 1 argento (Parigi 2003)

### Europei
- 1 medaglia:
  - 1 argento (Monaco di Baviera 2002)

### Europei indoor
- 1 medaglia:
  - 1 oro (Vienna 2002)

### Mondiali Under 20
- 2 medaglie:
  - 1 oro (Annecy 1998)
  - 1 argento (Santiago del Cile 2000)

### Europei Under 23
- 1 medaglia:
  - 1 argento (Amsterdam 2001)

### Europei Under 20
- 2 medaglie:
  - 1 argento (Lubiana 1997)
  - 1 bronzo (Riga 1999)

## Altre competizioni internazionali
2002
- Coppa Europa di atletica leggera ( Annecy)

2003
- Coppa Europa di atletica leggera ( Firenze)